# 루키우스 리키니우스 수라

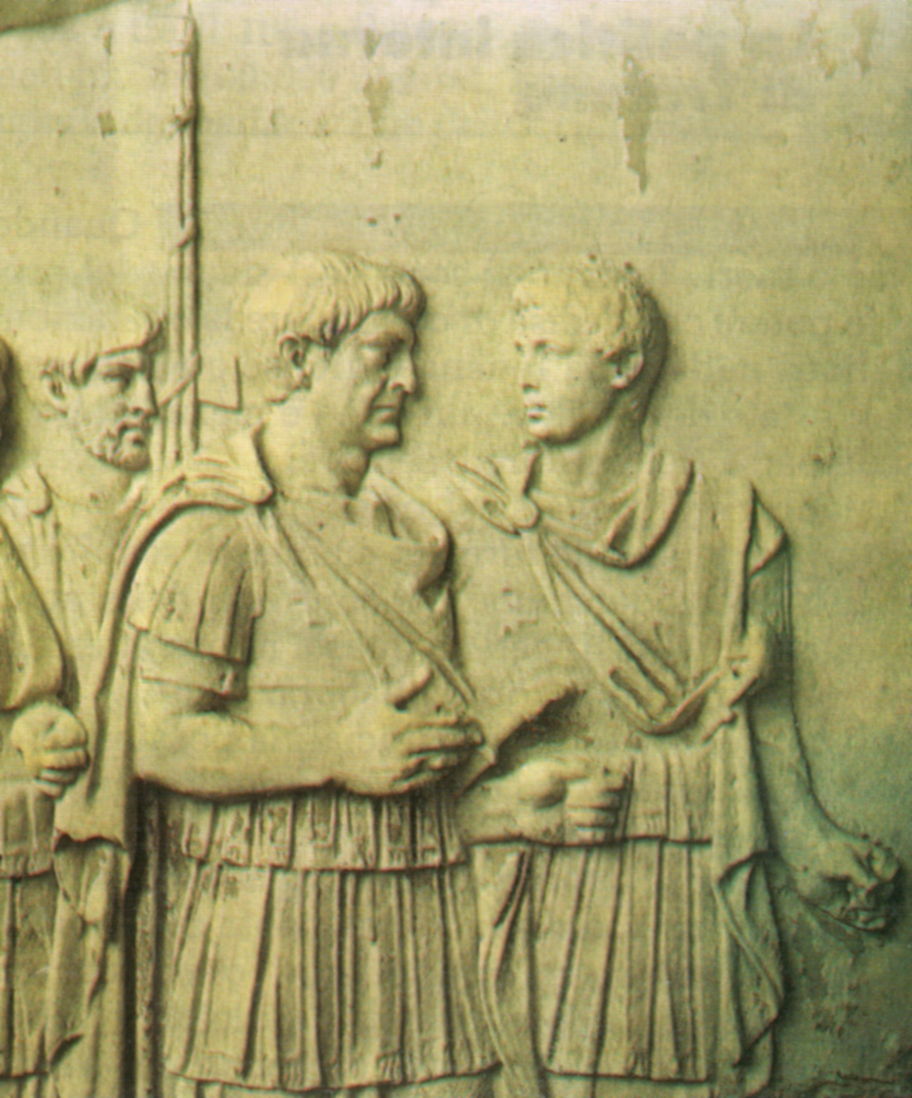

루키우스 리키니우스 수라(Lucius Licinius Sura)는 히스파니아 타라코 출신의 영향력 있는 로마의 원로원 의원으로, 트라야누스 로마 황제의 절친이자 삼선 집정관이며, 이 당시에 삼선 집정관은 황제 가문 출신이 아닌 경우에 매우 드물었으며, 102년과 107년에는 직권집정관이었다. 파우스토 체비(Fausto Zevi)는 "..]us"라고 쓰여 있는 파스티 오스티엔세스의 복원할 수 있는 부분을 근거로 하여, 수라가 97년에 보조집정관이었다고 주장했다. 하지만, 두 개의 최근에 복원된 군 복무 기록 문서의 조각들은 이 집정관의 이름이 L. Pomponius Maternus라는 걸 나타낸다. 대부분의 권위자들은 93년의 보조집정관직이 수라의 생애 첫 집정관직이었다는 C.P. Jones의 추정을 지지하는 쪽으로 선회하고 있다. 수라는 소 플리니우스의 편지 수신자이기도 했다.

## 생애
수라는 그의 성격에 대한 단서를 제공하는, 동시대 다수의 작가들한테 언급되었다. 수라의 가장 초기 언급은 마르티알리스의 <에피그람마>에서 세 부분이었다. 그중 첫 번째인 85/86년 빌빌리스의 리키니우스가 소개되는 부분(I.49)에서, 수라가 부유하다고 묘사되었다. 두 번째(VI.64)는 89/90년에 출판된 부분으로, 이 부분에서 마르티알리스는 수라 외에 68년의 집정관 실리우스 이탈리쿠스, 마르쿠스 아퀼리우스 레굴루스, 로마 황제를 포함한 고위 권력자들에게 호소함으로써, 비판에서 자신의 사소한 일들을 지켜낸다. 92년의 것으로 거슬러 올라가는, 세 번째 부분에선 심각항 질병에서 회복한 수라를 축하한다(VII.47). 로널드 심은 이 대목으로, 수라가 다키아 전쟁 이후에 발생한 질병의 피해자 중 한 명일 것이라는 추측을 했다. 아리아노스의 저서 에픽테토스의 생애에는 수라의 부유한 캐터마이트를 나타내는 등장인물이 존재한다. 그를 언급한 세 번째 작가는 소 플리니우스로, 수라에게 과학적 문제에 대해 편지 두 통을 보냈다.
리키아누스 수라는 트라야누스 황제의 가깝고 신뢰받는 동료 정치인이었으며, 카시우스 디오는 트라아누스가 수라의 충실함을 어떻게 증명했는지를 전한다: 어느날, 사전 예고 없이, 그는 수라의 자택을 방문하였고 그 뒤에는 호위병들을 돌려보낸 뒤에, 트라야누스는 목욕을 하고, 수라에게 자신의 면도를 해달라고 한 다음에 그와 같이 저녁 식사를 했다. 다음날에 수라를 비난하는 자들을 향해서 그은 다음과 같이 말했다고 한다: "수라가 나를 죽이고 싶었더라면, 그는 어제 나를 죽였을 것이다." 수라가 어떻게 신뢰를 얻었는지에 대해선 확실치 않다. 에드문트 그로아크는 네르바] 황제가 친위대의 반란을 겪은 후에 그에게 후임자로서 트라야누스를 제시했던 인물이 수라였다라는 가설을 세웠다. 하지만, 이 관점은 John D. Grainger이 후계자로서 트라야누스에 대한 네르바의 선택에 관하여 논할 때, 그로아크의 가설 전부를 빠트리며 반대에 직면했다. 베르너 에크는 수라가 96년부터 98년까지 게르마니아 인페리오르의 총독이었고 네르바는 97년 10월에 후임자 선택을 공표했다는 것을 언급했다.
다키아와 첫 번째 전쟁을 치르던 기간에, 트라야누스는 제2차 타파이 전투 이후에 다키아 왕 데케발루스와 강화 협상을 하는 데 수라와 티베리우스 클라우디우스 리비아누스를 파견했다. 데케발루스가 이들을 만나지 않았기에, 이뤄진 것은 없었지만, 대신에 다키아인들은 이때 사절단을 보내왔다. 로마인들이 산악 지역의 중요 요새들을 점령했고 데케발루스의 자매가 잡혀있었기에 다키아 사절단은 로마인들이 요구하는 조건들을 받아들였고 로마와 다키아 간의 강화 조약이 체결되었다. 이때의 일로, 수라는 루키우스 율리우스 우르수스 세르비아누스를 동료로 하는 102년의 직권집정관으로, 생애 두 번째 집정관직이 임명되었다. 그는 또한 트라야누스의 두 번째 다키아 원정에도 참전했으며, 이때 전쟁에서 그의 역할은 확실치 않지만, 승전 장신구와 107년에 퀸투스 소시우스 세네키오를 동료로 하는 세 번째 집정관직을 부여받을 만큼 중요하였다.
수라는 세 번째 집정관직 이후 공식 기록에서 사라지는데, 심은 그가 108년에 사망했다고 추정한다. 카시우스 디오에 의하면, 트라야누스는 수라의 국장을 치러주었고 그를 기리는 조각상을 세웠다고 한다.

## 같이 보기
- 리키니아 씨족
- 리키니우스 수라 목욕탕